# Kangurnik
Kangurnik (Dorcopsulus) – rodzaj ssaków z podrodziny kangurów (Macropodinae) w obrębie rodziny kangurowatych (Macropodidae).

## Zasięg występowania
Rodzaj obejmuje gatunki występujące na Nowej Gwinei.

## Morfologia
Długość ciała 31,5–46 cm, długość ogona 22,5–40,2 cm; masa ciała 1,5–3,4 kg.

## Systematyka
Rodzaj zdefiniował w 1916 roku niemiecki zoolog Paul Matschie opublikowanym w artykule poświęconym kangurom zebrane przez Otto Finscha w pobliżu Port Moresby w południowo-wschodniej Nowej Gwinei, opublikowanego na łamach Sitzungsberichte der Gesellschaft Naturforschender Freunde zu Berlin. Jako gatunek typowy Matschie wyznaczył (oznaczenie monotypowe) kangurnika papuaskiego (D. macleayi).

### Etymologia
Dorcopsulus: rodzaj Dorcopsis Schlegel & Müller, 1845 (kangurowiec); łac. przyrostek zdrabniający -ulus.

### Podział systematyczny
Do rodzaju należą następujące gatunki:
| Grafika | Gatunek               | Autor i rok opisu | Nazwa zwyczajowa   | Podgatunki         | Rozmieszczenie geograficzne                                                         | Podstawowe wymiary                       | Status IUCN |
| ------- | --------------------- | ----------------- | ------------------ | ------------------ | ----------------------------------------------------------------------------------- | ---------------------------------------- | ----------- |
|         | Dorcopsulus macleayi  | (Miklouho-Maclay) | kangurnik papuaski | gatunek monotypowy | południowo-wschodnio półwyspowa Nowa Gwinea (Papua-Nowa Gwinea)                     | DC: 43–46 cm DO: 31–35 cm MC: 2,5–3,4 kg | LC          |
|         | Dorcopsulus vanheurni | O. Thomas, 1922   | kangurnik górski   | gatunek monotypowy | Góry Centralne, North Coastal Range i półwysep Huon (Indonezja i Papua-Nowa Gwinea) | DC: 31–50 cm DO: 22–40 cm MC: 1,5–2,3 kg | NT          |

Kategorie IUCN:  LC  – gatunek najmniejszej troski,  NT  – gatunek bliski zagrożenia. 